# 瓦勒莱福尔克蒙
瓦勒莱福尔克蒙（法語：Vahl-lès-Faulquemont，法語發音：[val lɛ folkəmɔ̃]，意为“福尔克蒙附近的瓦勒”；洛林法兰克语：Wahl）是法国摩泽尔省的一个市镇，属于福尔巴克-布莱摩泽尔区。

## 地理
瓦勒莱福尔克蒙（49°1'35"N, 6°37'30"E）面积6.18 平方千米，位于法国大東部大區摩泽尔省，该省份为法国东北部内陆省份，是洛林的一部分，西南接默尔特-摩泽尔省，东临下莱茵省，北与卢森堡和德国接壤。
与瓦勒莱福尔克蒙接壤的市镇（或旧市镇、城区）包括：阿德朗日、布斯特罗夫、福尔克蒙、盖斯兰埃默兰、蓬皮埃尔、维莱。

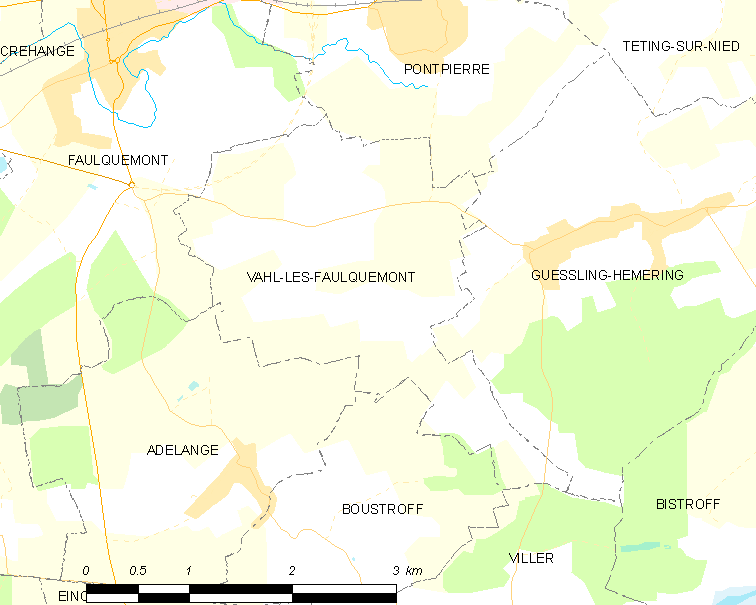
瓦勒莱福尔克蒙的OSM定位图

瓦勒莱福尔克蒙的时区为UTC+01:00、UTC+02:00（夏令时）。

## 行政
瓦勒莱福尔克蒙的邮政编码为57380，INSEE市镇编码为57686。

## 政治
瓦勒莱福尔克蒙所属的省级选区为福尔克蒙县。

## 人口

1962-2008年间瓦勒莱福尔克蒙人口变化图示

瓦勒莱福尔克蒙于2022年1月1日时的人口数量为245人。